# Bharatpur

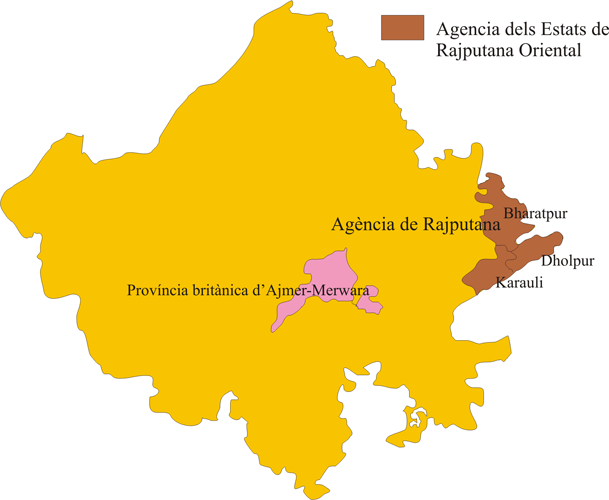
Agència dels estats de Rajputana Oriental

Bharatpur fou un principat de l'Índia, a l'agència dels Estats de Rajputana Oriental. Limitava al nord amb el districte de Gurgaon al Panjab, a l'oest amb Alwar, al sud-oest amb Jaipur; al sud amb Jaipur, Karauli i Dholpur; i a l'est amb els districtes d'Agra i Muttra de les Províncies Unides. Forma una quadrilàter irregular, més estret al sud i al nord. La salutació de l'estat era de 17 canonades.

## Geografia i clima
Els districtes centrals són plans i els del sud amb turons; els del nord tenen alguns turons i zones planes. La part muntanyosa del sud es diu els Dang. L'estat estava ben cultivat. L'altura màxima és prop d'Alipur amb 421 metres. Els rius principals són el Banganga (o Utangan), el Gambhir, el Kakand i el Ruparel, però només corren en temps de pluja i els dos mesos següents.
La superfície era de 5133 km², una cinquena part dels quals boscos i terrenys no cultivables.
El clima és sec i calorós, especialment el maig i juny; plou el juliol, agost i setembre; els mesos de calor hi ha vents de l'oest i a la nit les temperatures romanen altes. La temperatura mitjana era de 27 graus, la més alta de 46 (al maig) i la més baixa de 7 graus al desembre.

## Població
L'estat estava formar per 1302 ciutats i pobles. La principal ciutat era i és Bharatpur (ciutat), seguida de Dig i de Kaman.
La població al cens del 1881 era 645.540 habitants, el 1891 de 640.303 habitants, el 1901 de 626.665 habitants i el 1931 de 486.954 habitants.
L'ètnia principal eren els chamars (16%); els seguien els jats (15%), els bramans (10%), els meos (8%) i els gujars (7%).

## Llengua i religió
La llengua principal era el braj bhasha (dialecte de l'hindi occidental) seguida del mewati un dels dialectes del rajasthaní.
Hindús eren el 81% i musulmans el 18%. Un 1% practicava altres religions entre els quals 62 cristians el 1901 (32 catòlics)

## Jaciments arqueològics
Els lloc més destacats són Bayan, Rutbas i Kaman. Exemples de la millor arquitectura jat es poden trobar a Dig.

## Govern i administració
L'estat estava dividit en dos regions (nizamats): Bharatpur i Dig, cadascuna amb cinc tashils (districtes).
Els districtes de Bharatpur eren:
- Bayana
- Bharatpur
- Nadbai
- Rupbas
- Wer

I els de Dig eren:
- Dig
- Kaman
- Kumher
- Nagar
- Pahari

L'administració correspon al sobirà que porta el títol de maharajà. Durant les minories es van crear consells administratius sota superintendència de l'agent polític. Al front de cada regió hi havia una nazim per afers judicials i un recaptador per afers de recaptació; al front de cada districte hi havia un tashildar assistit per un naib-tashildar.

## Segells i moneda
El 1896 va adoptar el sistema postal britànic i el 1901 hi havia 20 oficines de correus de les que quatre disposaven de telègraf. Emissions de segells pròpies apareixen entre 1912 i 1945.
L'única moneda legal era la moneda britànica; anteriorment dues fàbriques de monedes van funcionar a Bharatpur i Dig; aquesta darrera es va tancar el 1878 i l'altre el 1883. La rúpia local s'anomenava hali.

## Escut i bandera
L'escut de l'estat era quarterat; el primer quart era de plata amb dos katars porpra creuats amb la punta cap dalt; el segon sinople amb un zebú daurat; el tercer sinople amb un castell daurat amb terra safrà i un pal amb bandera vermella; i el quart sinople amb un elefant natural (gris) amb una coberta de muntar vermella i un portador (mahout) també vermell. Les divisòries són daurades; al damunt un elm daurat decorat amb blau turquesa i corona daurada; sobre l'elm una fortalesa circular de color marron, amb un pal a la porta, i banderí safrà. L'escut està aguantat a l'esquerra per un lleó rampant i a la dreta per un elefant encadenat pel coll, ambdues figures de colors naturals; l'elefant porta un anell al coll de color daurat al coll del qual surt la cadena de color plata. Els dosa animals descansen sobre un guarniments daurats que aguanten la cinta de color blau fosc amb vora porpra, amb inscripció del lema de l'estat en lletres sànscrites; entre l'escut i la cinta un canó apuntant a la dreta, colors naturals, amb dos banderes creuades de color porpra. L'escut reial és similar amb menors variacions artístiques.
La bandera de l'estat és groga i a la part superior té una franja blava de 1/6 part del total, i a la part inferior una franja igualment blava de 2/6 parts. Al centre figura a tot color l'escut de l'estat.
L'estendard personal del maharajà és rectangular de quatre franges horitzontals, safrà, verd clar, vermell, i porpra.
La bandera de vehicle del maharajà és rectangular blau clar, amb una franja safrà a la part superior (1/5 part) i un altre de negre a la part inferior (també 1/5 part). Entre el blau i el negre una franja safrà de la meitat d'amplada que la franja negra.
A la part del vol una franja vertical d'amplada igual que les horitzontals superior i inferior, la meitat superior negre i la inferior safrà i al centre dividida per un disc safrà d'amplada 3/5 de l'altura de la bandera; aquest disc porta almenys una inscripció a la part inferior, potser l'escut reial o d'estat.
Tanmateix s'utilitza per vehicle una bandera rectangular de quatre franges, safrà, verd clar, vermell i porpra, equivalent a l'estendard personal.
La bandera de Bharatpur fou modificada en època desconeguda. L'anterior bandera era rectangular amb tres franges horitzontals: groc sobre blanc sobre blau clar.

## Exèrcit i policia
L'estat disposava d'un regiment d'infanteria de 652 homes establert el 1889, i un cos de transport de 350 homes (amb 600 mules i 368 carregadors) establert el 1899 quan va substituir al regiment de cavalleria; els irregulars són 2.200, dels quals 513 són de cavalleria i 132 artillers. Els canons són 82 (40 en servei).
La policia eren 760 homes dels quals 25 anaven muntats. Hi havia també 100 chaukidars (policia local) A la capital hi havia una presó central; la presó de Dig fou suprimida el 1901.

## Justícia
Les corts inferior eren les dels naib-tashildars; se seguien les corts dels tashildars; la cort superior civil era la dels nazims i per damunt només quedava la cort Civil i de Sessions (cort d'apel·lació civil). En el terreny criminal la cort inferior era la dels nazims, i per casos més importants i apel·lació dels casos menors estava la mateixa cort Civil i de Sessions; les decisions de les dues corts criminals podien ser també apel·lades al consell com a cort suprema; les sentències de mort requerien aprovació del sobirà o de l'agent polític.

## Possessió de la terra
La possessió de la terra era en arrendament de l'estat amb les modalitat de khalsa (87,6%), muafi (11,8%) i istimrari (0,6%). Els llocs khalsa, terres del sobirà de les que el darbar (govern) cobrava directament la renda eren posseïts pels zamindars  que pagaven un arrendament a l'estat directament i eren hereditaris mentre l'arrendament es pagava, però el dret no podia ser venut excepte amb permís, i si aquest es donava no podia ser adquirit per qui no fos agricultor; les terres muafi eren concedides a la caritat (panarth) sense renda, o als temples.
Les terres inam o chauth eren inicialment idèntiques i les posseïen els inams sense renda i amb serveis militars, però el 1776, quan Najaf Khan va ocupar Dig, alguns inams van reconèixer la supremacia mogol i es va establir que pagarien el chauth (1/4), i quan després les terres d'aquestos inams va tornar a Bharatpur el pagament va romandre, mentre la resta seguien pagant en serveis militars; els takhurs, sardars i familiars del sobirà que gaudien de terres no pagaven renda ni serveis; els istimraris (quatre en tot l'estat) pagaven un petita renda fixa.

## Economia i comunicacions
La majoria de la població vivia de l'agricultura i la ramaderia; els cultius principals eren la bajra (24% del terreny de cultiu), el jowar (19%), civada, blat i cotó. 761 km² estan irrigats, sent la més important la Bareta band al riu Kakand; també tenen importància l'Ajan band, que és una obra d'irrigació antiga (vers 1800) que fou reformada el 1895; i la Sikhri band, que es va construir vers el 1840 i fou arranjat vers el 1900. Hi hauria 22000 fonts a l'estat de les quals unes 14000 construïdes amb rajola.
Hi ha ferro i coure però les mines no s'exploten.
Pedra arenosa de la pedrera de Bansi Panarpur va proveir material per als principals monuments dels mogol a Delhi, Agra i Fatehpur Sikri, i per edificis de Dig; és de color vermell fosc, o groc blanquinós.
Es manufacturaven cotons i peces de roba, objectes domèstics de ferro, vidre, tasses i objecte d'argila. Les més curioses són els anomenats chauris i objectes de vori o de fusta de sàndal.
S'exportaven cereals, llavors, cotó, rajoles i bestiar; s'importaven principalment sucre, arròs, sal, objectes anglesos, metalls, i peces de roba.
Les fams principals van passar el 1877 i 1899-1900, però no van ser les úniques.
El ferrocarril de Rajputana-Malwa corria 53 km per l'estat, d'est a oest, amb quatre estacions; la branca Kwanpore-Achhnera també creuava una petita part de l'estat amb estació a Bhainsa.

## Educació i sanitat
El 97,2% de la població era analfabeta el 1901 (94,8% homes i 99,9% dones). Les escoles indígenes eren elementals i s'anomenaven maktabs i pathsalas; el 1903 hi havia 99 escoles de l'estat, de les que 96 les pagava el darbar i 3 la societat de l'església missionera.
L'estat disposava de set hospitals (incloent el de la presó) i 10 dispensaris. La vacunació es feia amb èxit al segle XX.

## Història
L'avantpassat de la família reial de Bharatpur era Gokula Jat un zamidar de Tilpat després Mathura ara Faridabad, Haryana.
El primer que va tenir notorietat fou Brijh, contemporani d'Aurangzeb, considerat el veritable fundador del principat de Bharatpur; va morir al començament del segle XVIII quan defensa la seva petita capital de Sinsini contra l'atac d'un exèrcit imperial enviada per castigar els seus actes de saqueig.
Al mateix temps un altre membre de la família estava establert a Thun (20 km a l'oest de Sinsini) i va esdevenir senyor d'uns 40 pobles. Churaman, el setè fill de Brijh, fou reconegut cap dels jats de Sinsini i Thun i va construir fots, posseint Dig, Kumher i altres llocs; es va aliar al cap jat del clan sogariya, de nom Khem Karan, i va assolar els camins fins a Delhi i Agra i les terres de la vora, quedant els camins bloquejats.
El 1714 Farrukhsiyar els va voler guanyar pel seu camp i els va concedir títols i alguns districtes com a jagirs i després d'això els saquejos es van aturar per un temps, però amb el temps el costum i les oportunitats els van portar a reprendre la seva activitat.
El 1718 el cap de Jaipur, Sawai Jai Singh fou enviat amb una força poderosa contra Churaman i Thun i Sinsini foren atacades; els jats, després d'una valent defensa, van capitular davant els germans Saiyid que dirigien la facció oposada al cap de Jaipur, mitjançant un enviat especial directe a Delhi. Jai Singh es va retirar disgustat; dos anys després Churaman va donar suport als germans Saiyids contra Muhammad Shah, però una mica després querelles dinàstiques entre els jats (entre Churaman i el seu fill) van portar a l'enverinament del cap; el fill Mohkam Singh el va succeir però fou per poc temps; va fer empresonar al seu cosí, Badan Singh, al que considerava el seu rival, i que tenia el suport dels jats; partidaris de Badan Singh van demanar a Jai Singh de Jaipur d'atacar Thun, que finalment fou capturada després de sis meses de setge; Mohkam va poder fugir i Badan fou instal·lat al govern com a raja de Dig, a condició de pagar tribut a Delhi (1722), fet que és considerat com el reconeixement legal del futur estat de Bharatpur.
Badan va morir el 1755 però ja abans havia deixat el govern en mans del seu fill Suraj Mal, un gran governant. Suraj va portar el poder jat al cim; el 1733 va conquerir la fortalesa de Bharatpur al cap jat rival Khem Karan, al que va matar, i va establir allí la seva capital. El 1753 va saquejar Delhi i en els següents anys va rebutjar els atacs combinats dels imperials i de Holkar i Jaipur, i finalment va derrotar a Holkar a Kumher. El 1761 va conquerir Agra que els jats van conservar fins al 1774, junt amb els districtes d'Agra i Muttra, gran part del territori que després fou l'estat d'Alwar, i part dels districtes de Gurgaon i Rohtak.
Suraj va morir el 1763 en lluita contra un esquadró de cavalleria mogol, quan estava caçant a territori imperial; el va succeir el seu fill gran Jawahir Singh, valent però menys capacitat que el seu pare, però encara va seguir ampliant les possessions dels jats; va viure principalment al palau d'Agra on s'asseia al tron de marbre blanc de Djahangir; aquí fou assassinat el juny de 1768.
A la mort de Jawahir el poder dels jats va començar a decaure i els dominis es van reduir. Les dissensions familiars, la creixent influència dels marathes i l'eclosió del poder de l'estat rajput d'Alwar.
El successor de Jawahir, el seu germà Ratan Singh, només va regnar nou mesos; el va seguir el seu fill Kesri Singh, menor d'edat, sota regència de Nawal Singh (germà de Jawahir i Ratan), però el germà petit d'aquest, Ranjit Singh, va organitzar algunes intrigues i va seguir un període de gran confusió. El 1771 els marathes, aprofitant aquestes discòrdies, van expulsar els jats de les seves conquestes a l'est del Jumna; Najaf Khan va donar suport a Ranjit Singh i va conquerir Agra el 1774 derrotant a Nawal Singh a Barsana; el 1776 va conquerir Dig, on va morir Nawal Singh, i va anul·lar el poder dels jats al que només va restar la pargana de Bharatpur que fou entregada a Kesri Singh que va morir poc després i així va pujar a tron Ranjit Singh (1776).
Per una petició personal a Najaf Khan de la rani Kishori, vídua del gran Suraj Mal, foren restituïts a Bharatpur una desena de districtes, però el 1782, a la mort de Najaf Khan, el seu successor Mirza Shafi, els va recuperar; el 1783 Mirza fou assassinat a Dig i Ranjit va recuperar altre cop els districtes per ser perduts altre cop el 1784 a mans de Sindhia, nominalment actuant per compte de l'emperador Shah Alam II, però altre cop, a petició de la rani, foren restaurats el 1785 incloent Dig. En endavant Ranjit fou fidel a Sindhia i fou recompensat el 1795 amb tres districtes més, amb el que es van formar els 14 districtes que van conformar l'estat de Bharatpur (després arranjats en deu tashils).
En la primera guerra maratha, el setembre del 1803 els wakils de Ranjit Singh es van trobar amb Lord Lake a Bakkabgarh i el 29 d'aquell més es va signar una aliança ofensiva i defensiva. Un contingent de tropes de Bharatpur va ajudar els anglesos en la conquesta d'Agra i va participar en la batalla de Laswari (a Alwar) i fou recompensat amb cinc districtes addicionals.
El 1804 va esclatar la guerra entre britànics i Jaswant Rao Holkar, i Ranjit Singh va violar el tractat del 1803 i es va aliar amb Holkar; el novembre de 1804 les tropes derrotades d'Holkar es van refugiar a Dig; els britànics avançaven quan l'artilleria de Bharatpur va obrir foc; els anglesos van assetjar Dig i la van assaltar el 23 de desembre de 1804; marathes i jats van fugir de la ciutat cap a Bharatpur; el memorable setge d'aquesta ciutat va durar del 3 de gener al 22 de febrer de 1805; les forces de Lord Lake les formaven 800 europeus a cavall i 1600 natius també a cavall, i 1000 infants europeus i 4400 sepoys; Lake disposava de 65 peces d'artilleria i altres armes d'assalt i setge; la guarnició de Bharatpur era entre deu i vint vegades superior en nombre: 8000 regulars i milers de pobladors de la rodalia units a la defensa, a més de la infanteria d'Holkar. Assalts a la ciutat es van fer el 9 i 21 de gener, i el 20 i 21 de febrer, i van fracassar i els subministraments de municions es van esgotar i el setge va haver de ser aixecat.
A l'abril Lake va preparar un nou assalt i llavors Ranjit Singh va demanar la pau i es va signar un tractat el 17 d'abril de 1805, pel qual va perdre els cinc districtes concedits el 1803 i va haver de pagar una indemnització de guerra.
Ranjit va morir aquell mateix any i el va succeir el seu fill Randhir Sing (1805-1823), succeït al seu torn pel seu germà Baldeo Singh (1823-1825). El fill menor d'aquest, Balwant Singh, el va succeir, i fou acceptat pels britànics però fou enderrocat i empresonat pel seu cosí Durjan Sal. El resident a Delhi va enviar forces en suport del legítim hereu però es van aturar quan es va comprovar que Durjan gaudia del suport del poble i els caps del país. D'altra banda Durjan es preparava per mantenir el seu dret per la força aliat a altres estats rajputs i marathes; finalment la guerra va esclatar i Lord Combermere, comandant en cap, va atacar Bharatpur el desembre de 1825 amb 20000 homes i abundant artilleria; finalment la ciutat fou ocupada per assalt el 18 de gener de 1826 i Balwant Singh fou restaurat al tron. Durjan fou fet presoner i deportat a Allahabad; es van capturar 133 canons en ús i 2 que no funcionaven, que foren venuts i el seu import distribuït entre l'exèrcit conqueridor; Bharatpur va haver de pagar una indemnització de guerra. Balwant va rebre el títol de maharajà i va quedar sota regència de la seva mare i control de l'agent polític, fins al 1826, quan descobertes intrigues de la rani, fou eliminada del càrrec i es va formar un consell de regència.
Balwant Singh va rebre el poder el 1835 i va morir el 1853 deixant un fill menor d'edat de nom Jaswant Singh. El consell de regència es va restablir així com el control de l'agent polític. El 1862 va rebre l'habitual sanad (decret) que li reconeixia el dret d'adopció. El març de 1871 va rebre tots els poders i el 1873 va obrir la primera línea de ferrocarril, el 1977 va afrontar una epidèmia de fam, el 1879 va fer un acord sobre la sal amb els britànics, el 1884 es van abolir les taxes excepte per licors, opi i altres drogues, el 1890 la seva salutació fou apujada de 17 a 19 canonades i el mateix any va quedar establert un regiment d'infanteria i cavalleria (reconvertit a cos de transports) que va estar al servei de l'Imperi.
Va morir el 1893, i el va succeir el seu fill Ram Singh, que pels seus hàbits excèntrics va ser separat del poder el 1895. L'administració va passar a un diwan amb un consell consultiu i després a un consell administratiu dirigit per l'agent polític. El 1900, en un atac de ràbia, Ram Singh va matar a un dels seus servidors a Abu, i el govern britànic el va declarar deposat i el va substituir pel seu fill Kishan Singh, nascut un any abans. Va morir jove el 27 de març de 1929 i el va succeir el seu fill Vrijendra Singh.
El 18 de març de 1949 Vrijendra va integrar l'estat en la Unió de Matsya que el 15 de maig de 1949 es va unir al Gran Rajasthan per formar l'estat de Rajasthan.

## Llista de maharajàs
- Khan Chand, caps del clan sinsinwar dels jats
- Bhajja Singh, cap del clan sinsiwar vers 1688-
- Raja Ram, cap del clan sinsiwar, mort el 4 de juliol de 1688
- Churaman Singh, cap del clan sinsiwar ? -1721
- Mokham Singh, cap del clan sinsiwar 1721-1722
- Badan Singh 1722-1756
- Suraj Mal 1756-1763
- Jawahir Singh 1763-1768
- Ratan Singh 1768-1771
- Keshri Singh 1771-1776
- Nawal Singh 1771-1776, regent
- Ranjit Sing 1776-1805
- Randhir Singh 1805-1823
- Baldeo Singh 1823-1825
- Durjan Sal 1825/1826 (usurpador)
- Balwant Singh 1826-1853
- Jashwant Singh 1853-1893
- Ram Singh 1893-1900
- Kishan Singh 1900-1929
- Vrijendra Singh 1929-1949 (mort 8 de juliol de 1995)